# Локтюди
Локтюди (фр. Loctudy) — коммуна на северо-западе Франции, находится в регионе Бретань, департамент Финистер, округ Кемпер, кантон Пон-л’Аббе. Расположена на побережье Бискайского залива, на территории исторической области Земля Бигуден в крайней юго-западной части полуострова Бретань, в 18 км к югу от Кемпера. 
Население (2019) — 4 013 человек.

## История
Название коммуны переводится с бретонского как «месторасположение скита Святого Тюди», причем не ясно точно, какой именно святой имеется в виду: Тюди из Ланневеннека, в честь которого названа расположенная на противоположном берегу бухты коммуна Иль-Тюди, или Тудвал, один из семи святых основателей Бретани. Порт имеет выгодное расположение благодаря естественному укрытию от преобладающих юго-западных ветров и специализируется на вылове лангустинов, называемых здесь «мадмуазель де Локтюди». Также является популярным морским курортом.

## Достопримечательности
- Церковь Святого Тюди XI-XII веков в романском стиле
- Усадьба Керазан конца XVIII века, в настоящее время музей
- Шато Дурди начала XX века

## Экономика
Структура занятости населения:
- сельское хозяйство — 16,5 %
- промышленность — 5,3 %
- строительство — 2,2 %
- торговля, транспорт и сфера услуг — 49,8 %
- государственные и муниципальные службы — 26,2 %

Уровень безработицы (2018) — 13,0 % (Франция в целом —  13,4 %, департамент Финистер — 12,1 %). 

Среднегодовой доход на 1 человека, евро (2018) — 23 820 (Франция в целом — 21 730, департамент Финистер — 21 970).

## Демография
Динамика численности населения, чел.

## Администрация
Пост мэра Локтюди с 2014 года занимает Кристин Замюнер (Christine Zamuner). На муниципальных выборах 2020 года возглавляемый ею правый блок победил во 2-м туре, получив 44,12 % голосов (из трех блоков).
| Период | Период | Фамилия         | Партия                             | Примечания                                                                 |
| ------ | ------ | --------------- | ---------------------------------- | -------------------------------------------------------------------------- |
| 1950   | 1983   | Себастьян Гизиу | Разные правые                      |                                                                            |
| 1983   | 1995   | Жоэль Андро     | Объединение в поддержку Республики |                                                                            |
| 1995   | 2001   | Гюстав Журдрен  | Разные правые                      | генерал-комиссар авиации, в его честь названа открытая в Локтюди медиатека |
| 2001   | 2014   | Жоэль Пьете     | Разные правые                      | государственный служащий                                                   |
| 2014   |        | Кристин Замюнер | Разные правые                      | государственный служащий                                                   |

## Города-побратимы
- Рибадео, Испания
- Фишгард, Уэльс

## Галерея

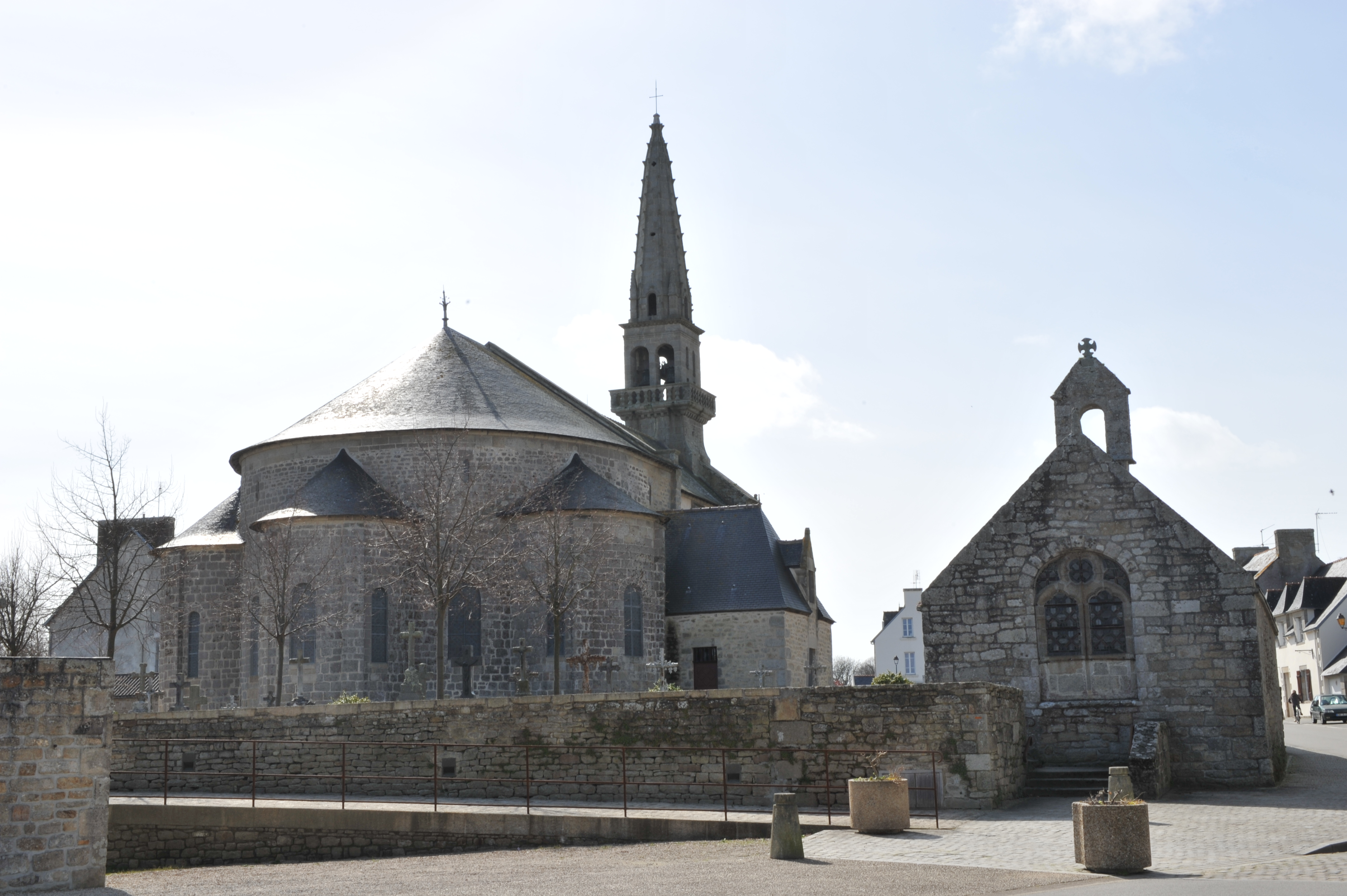
Церковь Святого Тюди
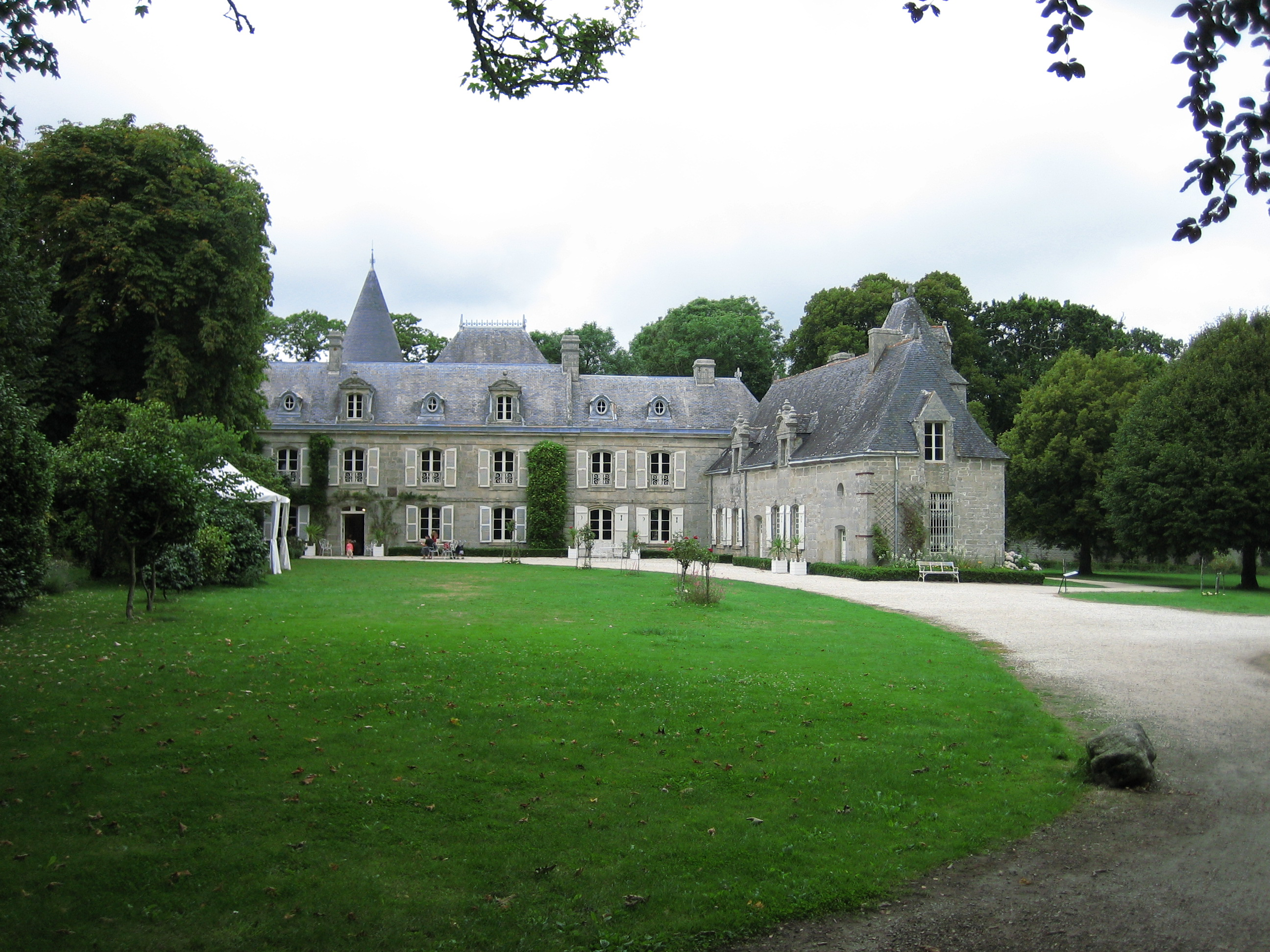
Усадьба Керозан
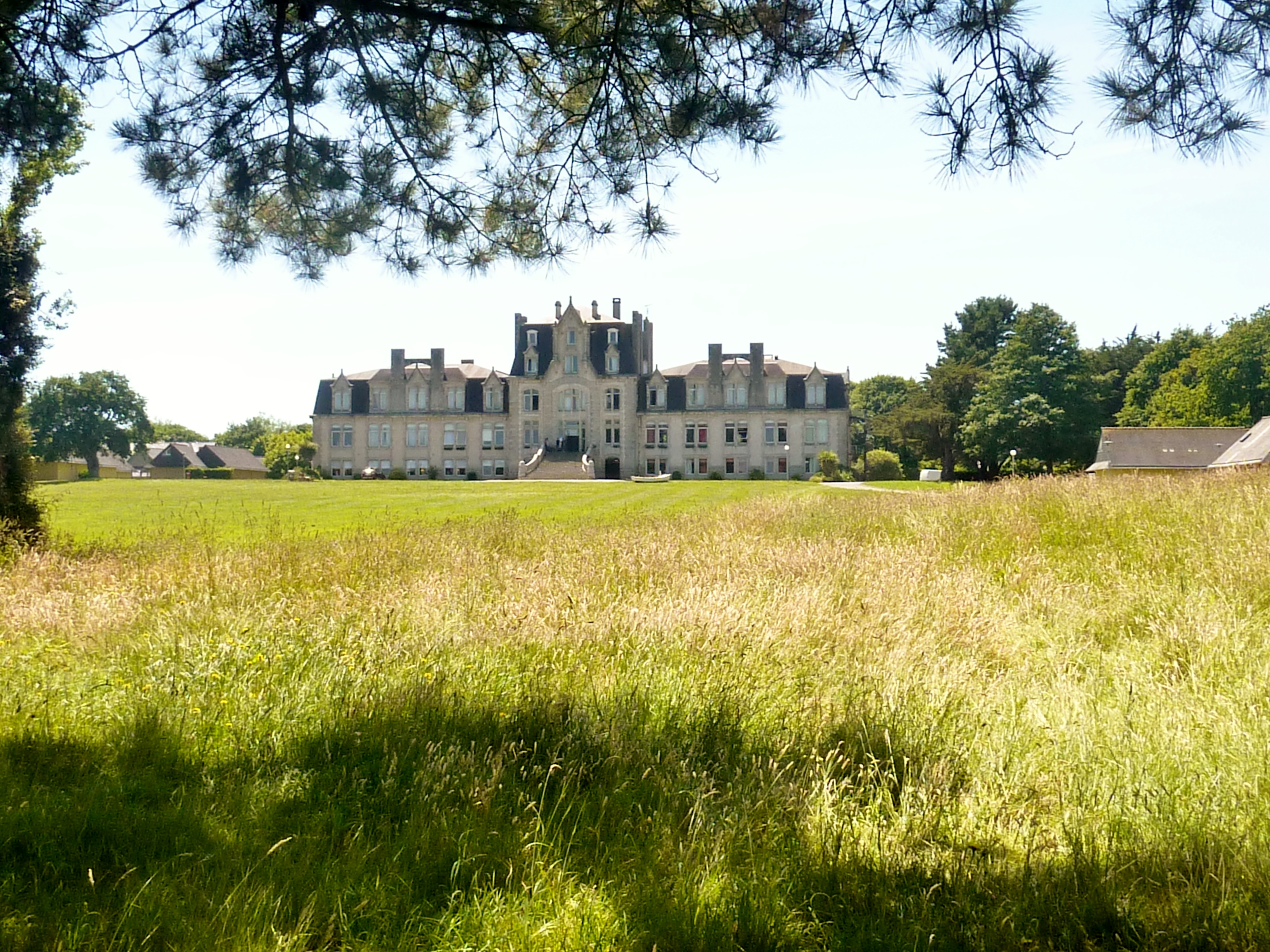
Шато Дурди
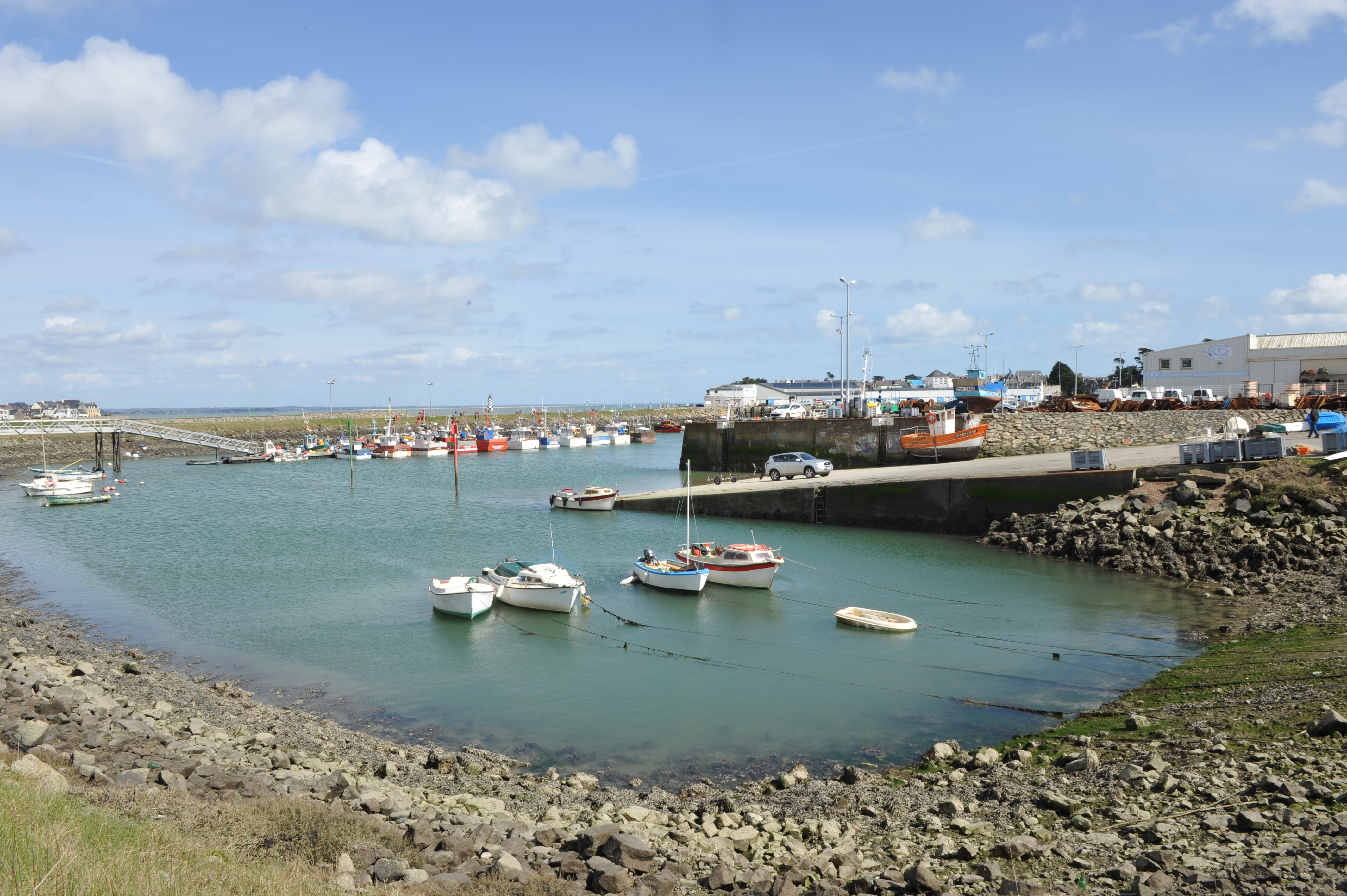
Порт
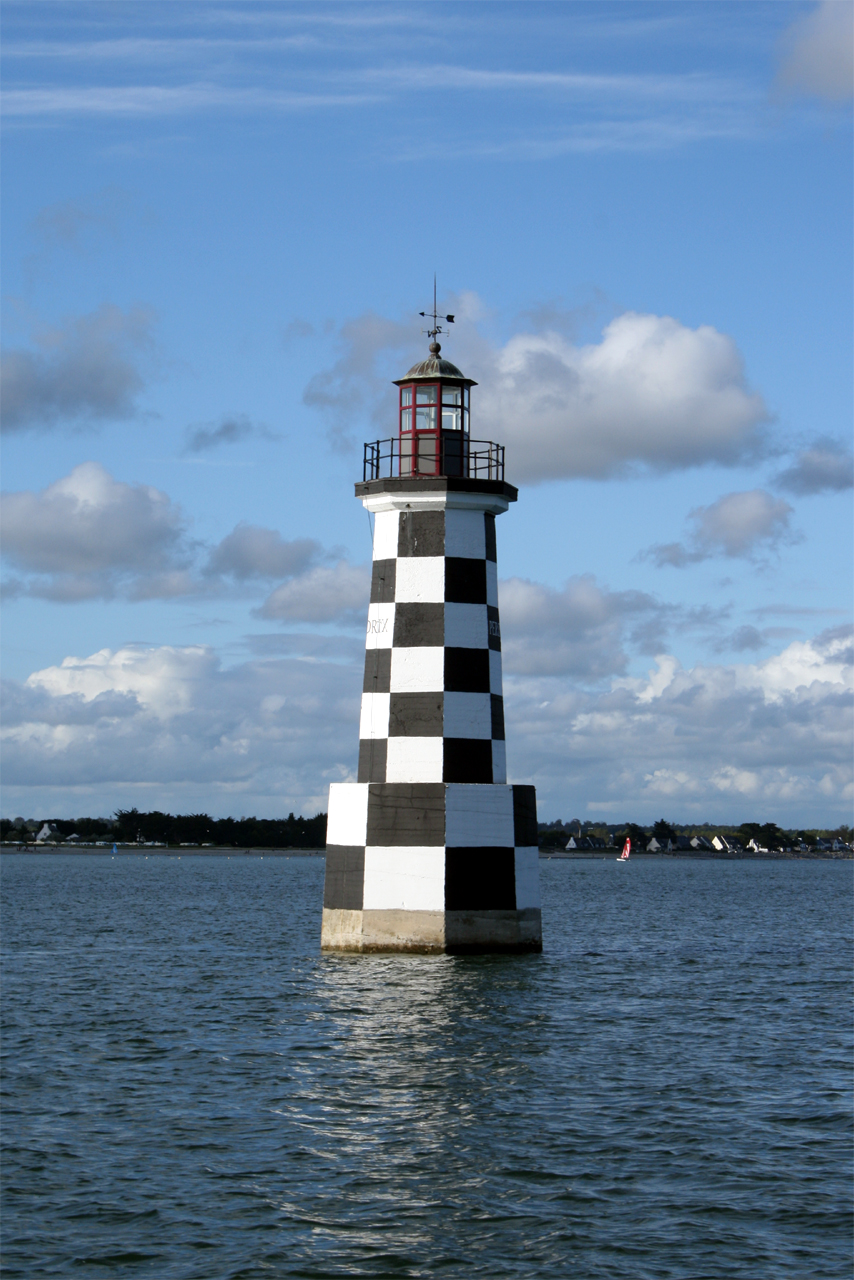
Маяк Локтюди